# Piazza Castello
Piazza Castello é a praça principal de Turim, o coração do centro histórico da cidade, no qual confluem quatro principais eixos viários: a pedonal via Garibaldi, via Po, via Roma e via Pietro Micca.